# Clytie sancta
Clytie sancta är en fjärilsart som beskrevs av Otto Staudinger 1897. Clytie sancta ingår i släktet Clytie och familjen nattflyn. Inga underarter finns listade i Catalogue of Life.